# Chugwater
|  | Dieser Artikel wurde aufgrund von inhaltlichen Mängeln auf der Qualitätssicherungsseite des Projektes USA eingetragen. Hilf mit, die Qualität dieses Artikels auf ein akzeptables Niveau zu bringen, und beteilige dich an der Diskussion! Eine nähere Beschreibung der zu behebenden Mängel fehlt. |

Chugwater ist eine Ortschaft im Platte County in Wyoming. Das U.S. Census Bureau hat bei der Volkszählung 2020 eine Einwohnerzahl von 175 ermittelt.

## Demographie
Bei der Volkszählung 2000 zählten sich 95,90 % der Einwohner zu den Weißen, 4,92 % zu den Latinos, 0,41 % zu den Ureinwohner, 0,82 % zu den anderen Rassen, 2,87 % gaben mehr als eine Rasse an.